# مصفوفة قابلة للعكس

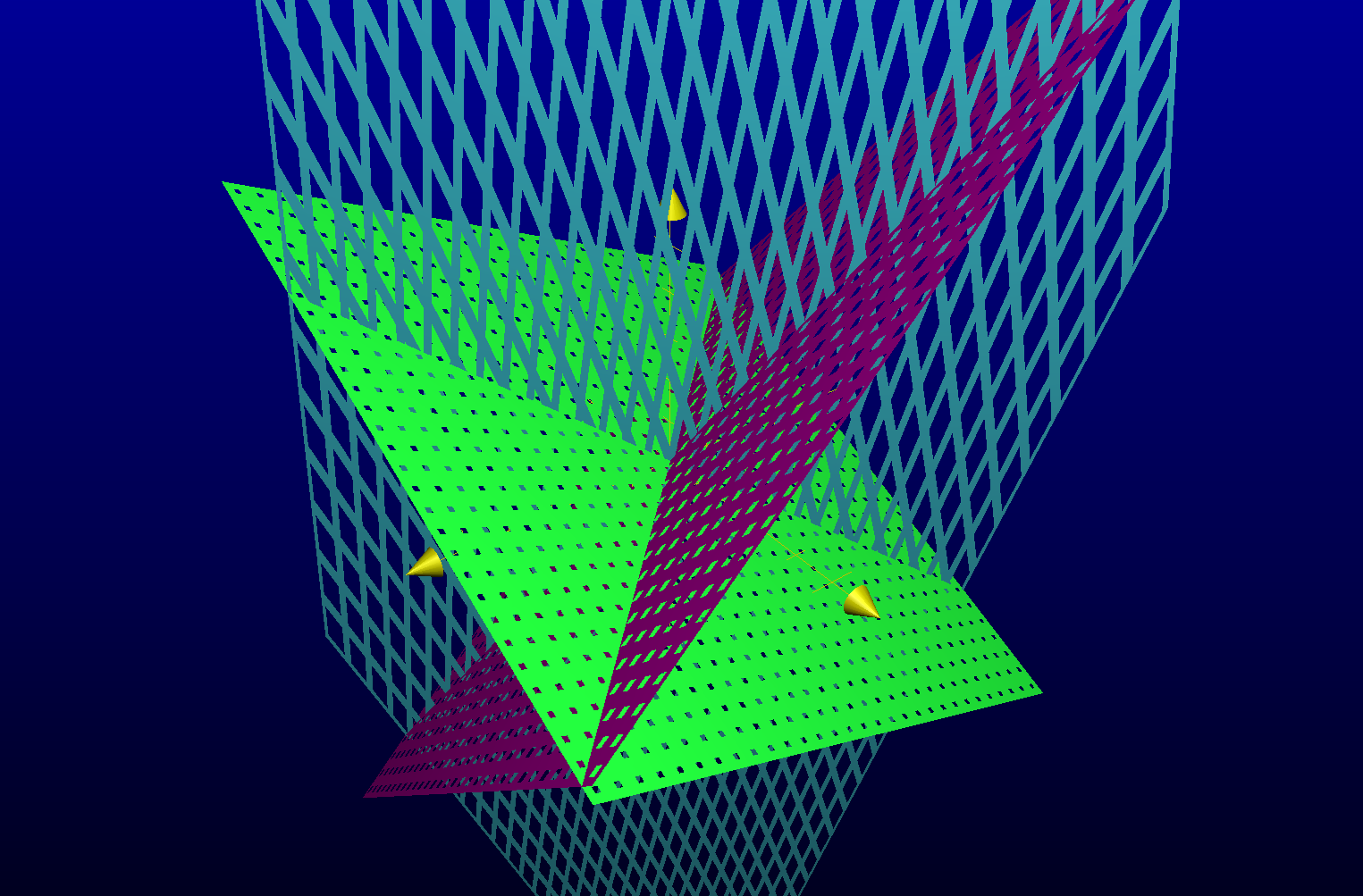
ثلاث مستويات تتقاطع عند نقطة المرجع وكل منها يمكن ان يتم تمثيله بمصفوفة مربعة ذات بعدين.

في الجبر الخطي، يقال عن مصفوفة مربعة A أنها قابلة للعكس (بالإنجليزية: Invertible matrix)‏ إذا وُجدت مصفوفة مربعة B حيث:
{\displaystyle \mathbf {AB} =\mathbf {BA} =\mathbf {I} _{n}\ }
حيث In هي مصفوفة الوحدة وحيث الجداء المشار إليه في هذه الصيغة هو جداء المصفوفات الاعتيادي.
معكوس مصفوفة هو المعكوس الضربى لها حيث يساوي حاصل ضرب المصفوفة في معكوسها مصفوفة الوحدة. يُرمز للمصفوفة العكسية لمصفوفة A ما، ب A−1. عكس مصفوفة A هي عملية البحث عن المصفوفة B المشار إليها أعلاه.
تكون مصفوفة ما قابلةً للعكس إذا وفقط إذا كانت محددتها تختلف عن الصفر. وبذلك، تكون غير قابلة للعكس إذا وفقط إذا كانت محددتها تساوي الصفر. قد تسمى مصفوفة الحالة الثانية بالمصفوفة الشاذة[بحاجة لمصدر] (Singular matrix). في هذه الحالة يمكن الاستعانة بعملية مشابهة ألا وهي عملية شبه عكس المصفوفة.
تُشكل مجموعة المصفوفات القابلة للعكس ذات البُعد n × n، مزودةً بعملية ضرب المصفوفات الاعتيادية (وبمداخل حقيقية، أي تنتمي إلى مجموعة الأعداد الحقيقية) زمرة تسمى زمرة خطية عامة من الدرجة n. يرمز لهذه الزمرة ب GLn(R).

## خصائص

### مبرهنة المصفوفة القابلة للعكس
لتكن A مصفوفة بُعدها هو n*n عرفت على حقل K (مجموعة الأعداد الحقيقية مثالا). النصوص التالية متكافئة مع بعضها البعض. أي أنهن بالنسبة لمصفوفة ما، جميعهن خاطئات أو جميعهن صحيحات.
- المصفوفة A قابلة للعكس،
- لا حلول للمعادلة Ax = 0 غير الحل البديهي 0.
- أعمدة المصفوفة A مستقلة خطيا.
- AT المصفوفة المنقولة للمصفوفة A، هي مصفوفة قابلة للعكس. هذا يجعل صفوف المصفوفة A مستقلة خطيا أيضا كما هن أعمدتها.

### خصائص أخرى
- معكوس حاصل ضرب مصفوفتين غير شاذتين يساوى حاصل ضرب معكوس كل من المصفوفتين
- معكوس منقولة مصفوفة يساوى منقولة معكوس المصفوفة : {\displaystyle (\mathbf {A} ^{T})^{-1}=(\mathbf {A} ^{-1})^{T}\ }

## مثال
لتكن المصفوفة التالية ذات البُعد الثاني:
{\displaystyle \mathbf {A} ={\begin{pmatrix}-1&{\tfrac {3}{2}}\\1&-1\end{pmatrix}}.}
هذه المصفوفة قابلة للعكس لكون محددها مختلفا عن الصفر. {\displaystyle \det \mathbf {A} =(-1*-1)-(3/2*1)=-1/2}.
المصفوفة التالية غير قابلة للعكس لأن محددها يساوي الصفر:
{\displaystyle \mathbf {B} ={\begin{pmatrix}-1&{\tfrac {3}{2}}\\{\tfrac {2}{3}}&-1\end{pmatrix}}.}
كيا يظهر فيما يلي {\displaystyle \det \mathbf {B} =(-1*-1)-(3/2*2/3)=0}

## طرق عكس مصفوفة
لحساب معكوس المصفوفة، هناك عدة طرق. أكثرها بساطة موصوف بالخوارزمية التالية:
المدخل: مصفوفة (A(n*n.
المخرج: A−1
- نوسع المصفوفة ِA بإضافة دالة الوحدة عن يمينها
- نبدا بالسطر الأخير للدالة A يجب أن نقوم بعمليات أساسية على السطر بحيث يصبح بالشكل التالي :(0001...0)
- نقوم بما فعلناه من عمليات أساسية بنفس الترتيب على دالة الوحدة
- نقوم بهذا لكل سطر بحيث يجب علينا القيام بالعمليات الأساسية حتى نحصل على المتجه المناسب أي : ان كنا في السطر i يجب
- ان نجعل السطر ال-i بالشكل التالي: (000...0001...0)أي ان 1 يجب أن يكون في الخانة i
- وبالقيام بما فعلناه في السطر ال-i على مصفوفة الوحدة نحصل في مصفوفة الوحدة على المصفوفة العكسية بينما في ِA على مصفوفة الوحدة
- ان تعذر القيام بذلك فذلك يعني ان للمصفوفة لا يوجد معكوس.
- حساب محددة المصفوفة والتأكد أنه لا يساوى صفر
- حساب المصفوفة المرتبطة
- حساب المعكوس

### عكس مصفوفة باستعمال المصفوفة المرافقة والمحددة
يمكن إيجاد معكوس المصفوفة من القانون التالي:
{\displaystyle A^{-1}={\frac {adj(A)}{|A|}}}
حيث يشير |A| إلى محددة المصفوفة و {\displaystyle {adj(A)}} هي المصفوفة المرتبطة.

### حذف غاوسي
حذف غاوس-جوردان هو خوارزمية تمكن أن تستعمل من أجل تحديد ما إذا كانت مصفوفة ما قابلة للعكس أم لا ومن أجل تحديد هذا العكس إ.ذا كان موجودا.

### طريقة نيوتن
انظر إلى طريقة نيوتن

### طريقة كايلي-هاميلتون
انظر إلى مبرهنة كايلي-هاميلتون